# Pediasia pectinicornis
Pediasia pectinicornis is een vlinder uit de familie grasmotten (Crambidae). De wetenschappelijke naam is voor het eerst geldig gepubliceerd in 1910 door Rebel.
De soort komt voor in Europa.